# Somsois
Somsois é uma comuna francesa na região administrativa do Grande Leste, no departamento de Marne. Estende-se por uma área de 21.31 km², e possui 197 habitantes, segundo o censo de 2018, com uma densidade de 9.2 hab/km².